# 쿤토민타르산

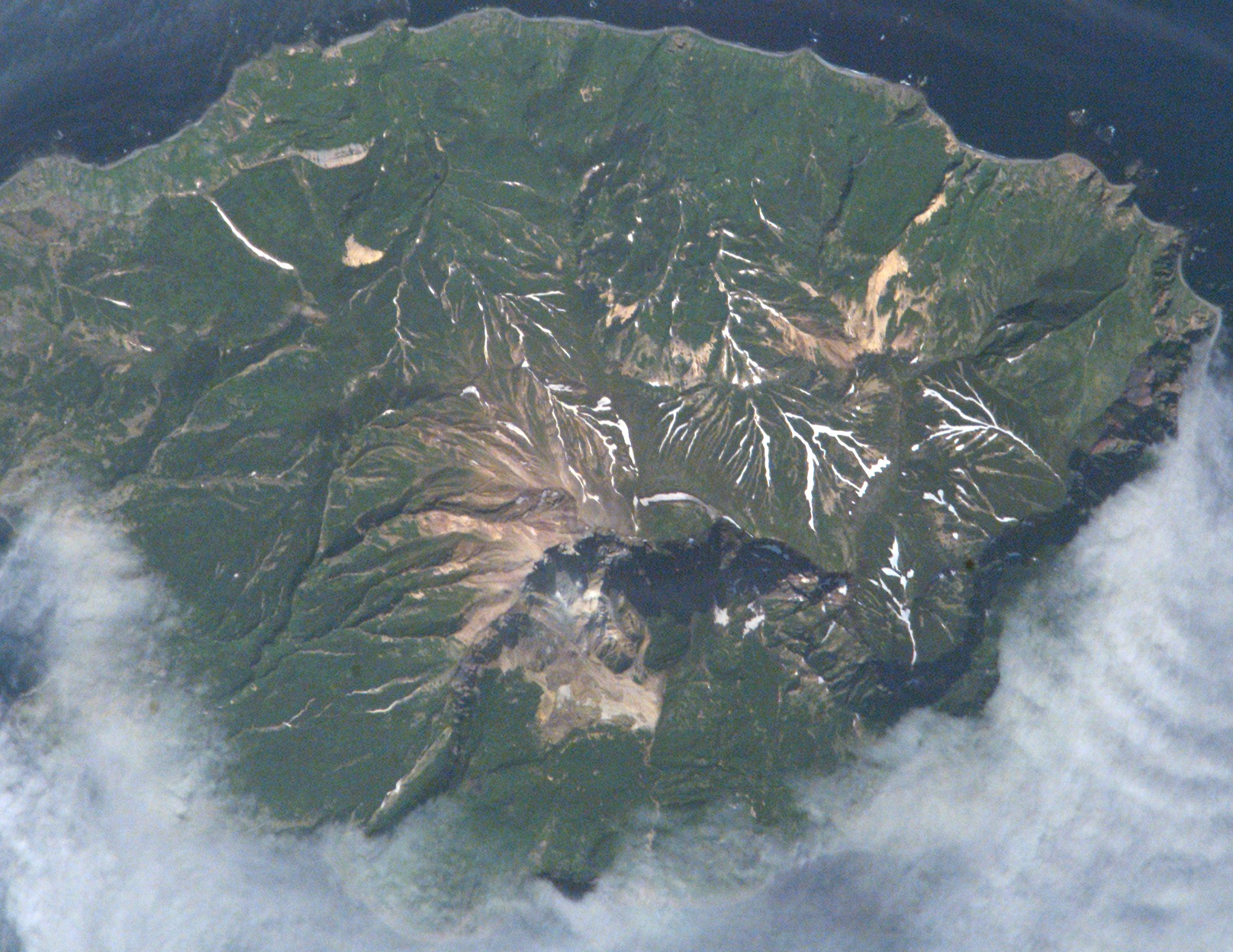

쿤토민타르산(Kuntomintar)은 러시아 쿠릴 열도의 시아시코탄섬 남부에 있는 활화산이다. 활화산이지만 홀로세 때의 분화기록이 없으며, 지금은 지열 활동만 나타나고 있다. 산의 옆구리에는 칼데라가 있으며 그곳에선 아직 유황 가스가 뿜어져나온다. 가끔 뜨거운 물이 바다에 들어가 수증기가 발생하기도 한다. 북쪽의 시나르카산과 이어져 있다.